# Lieseregg

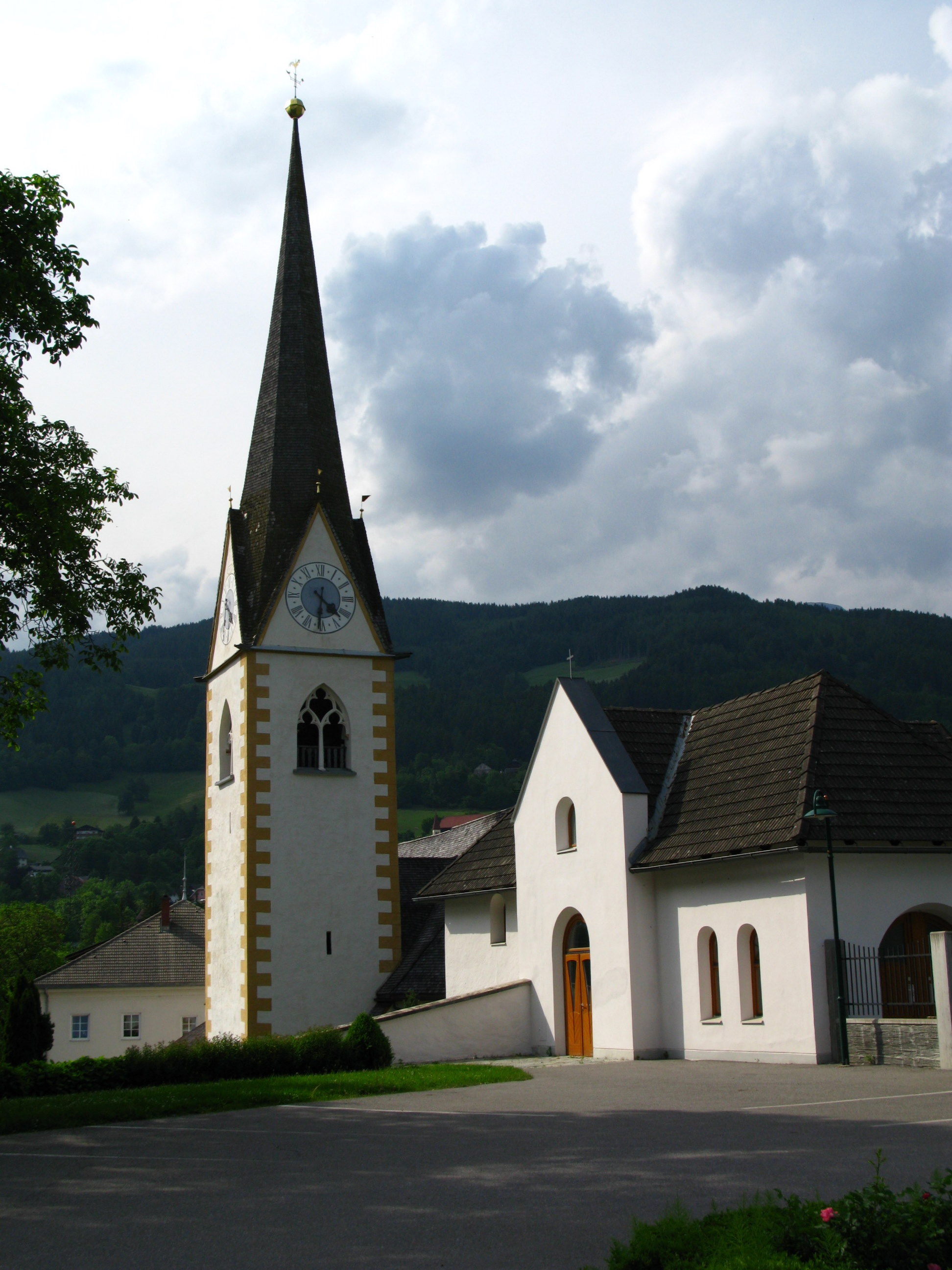
Pfarrkirche Lieseregg

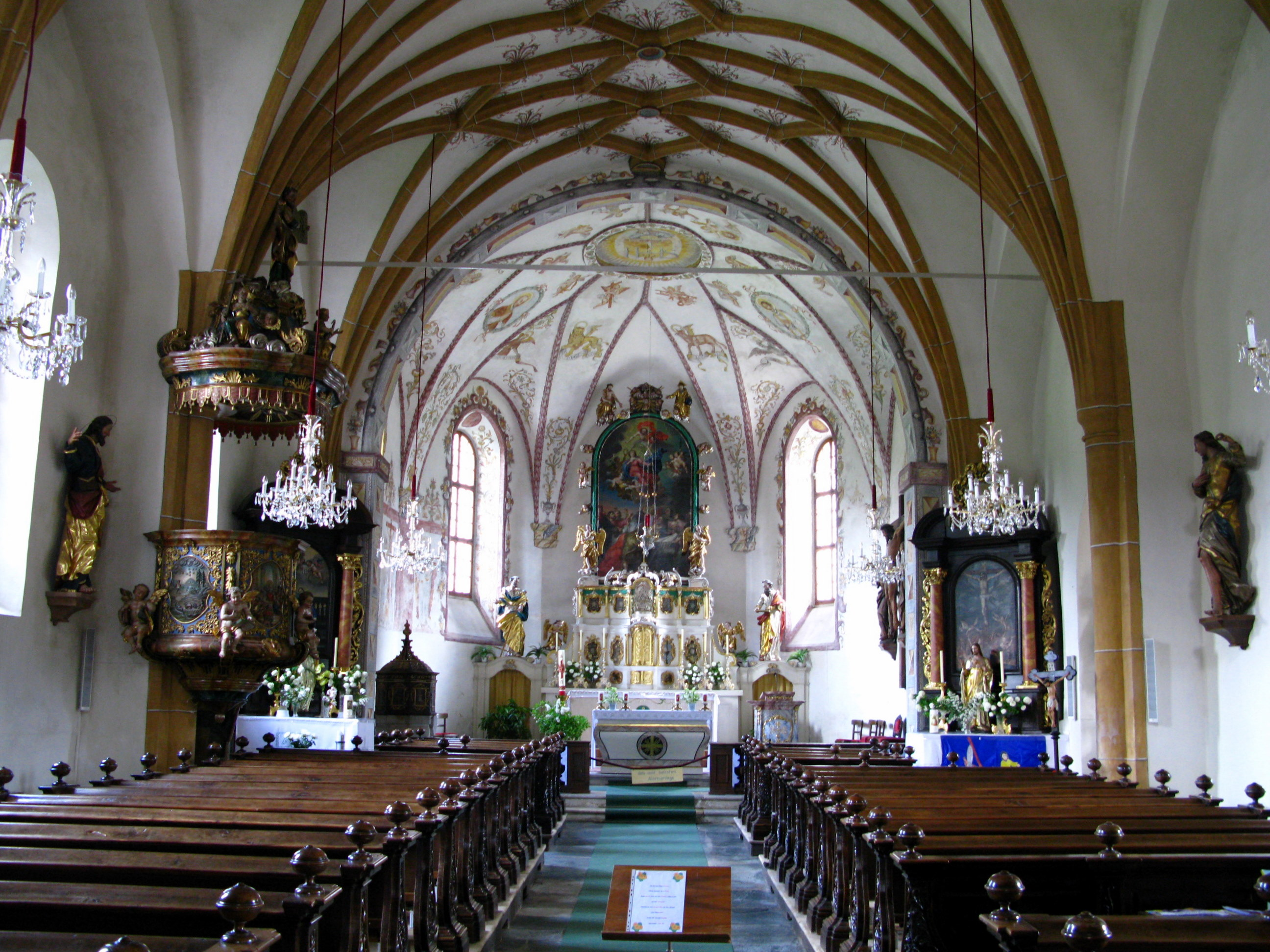
Kirche

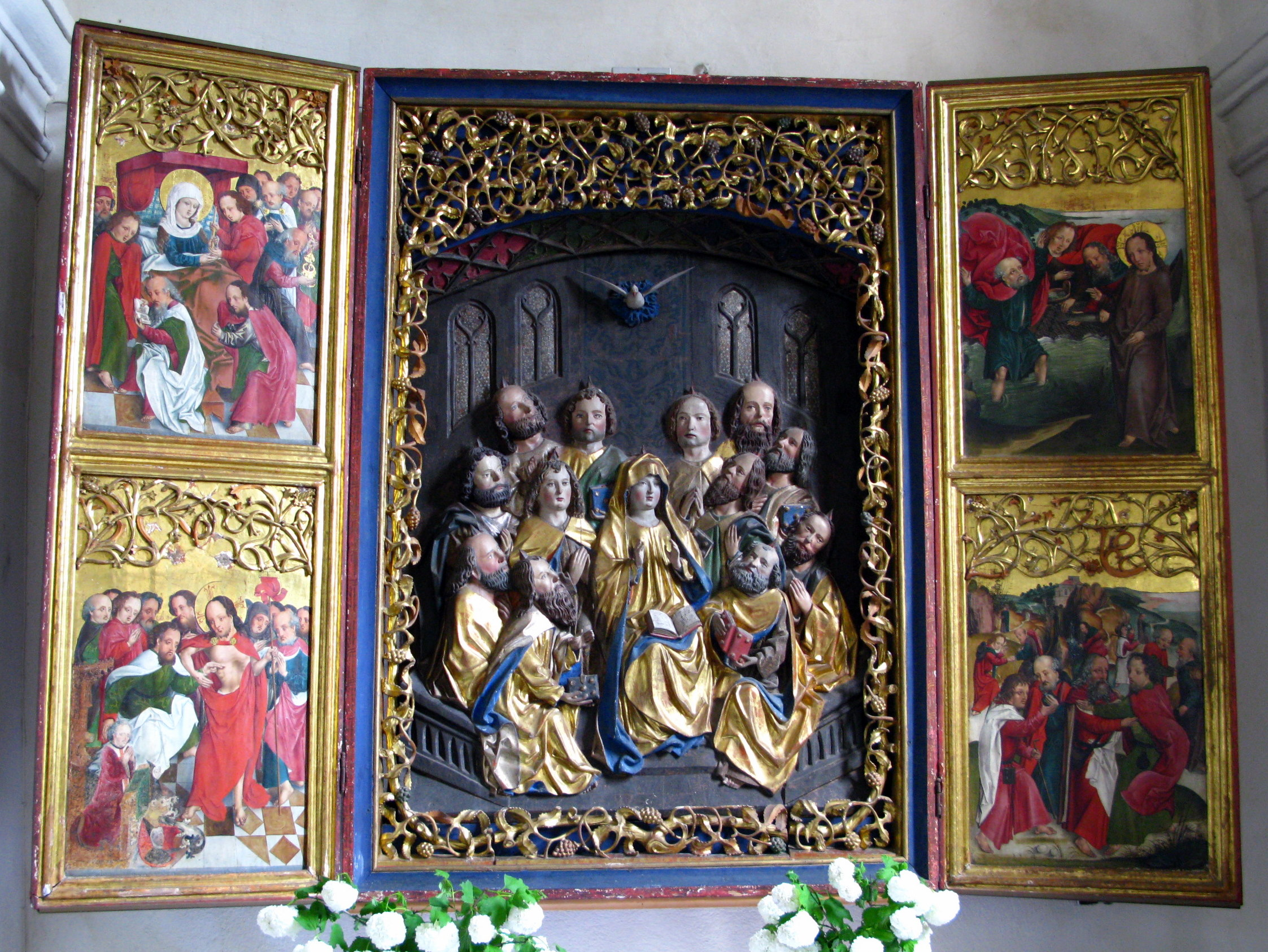
Siebenhirteraltar

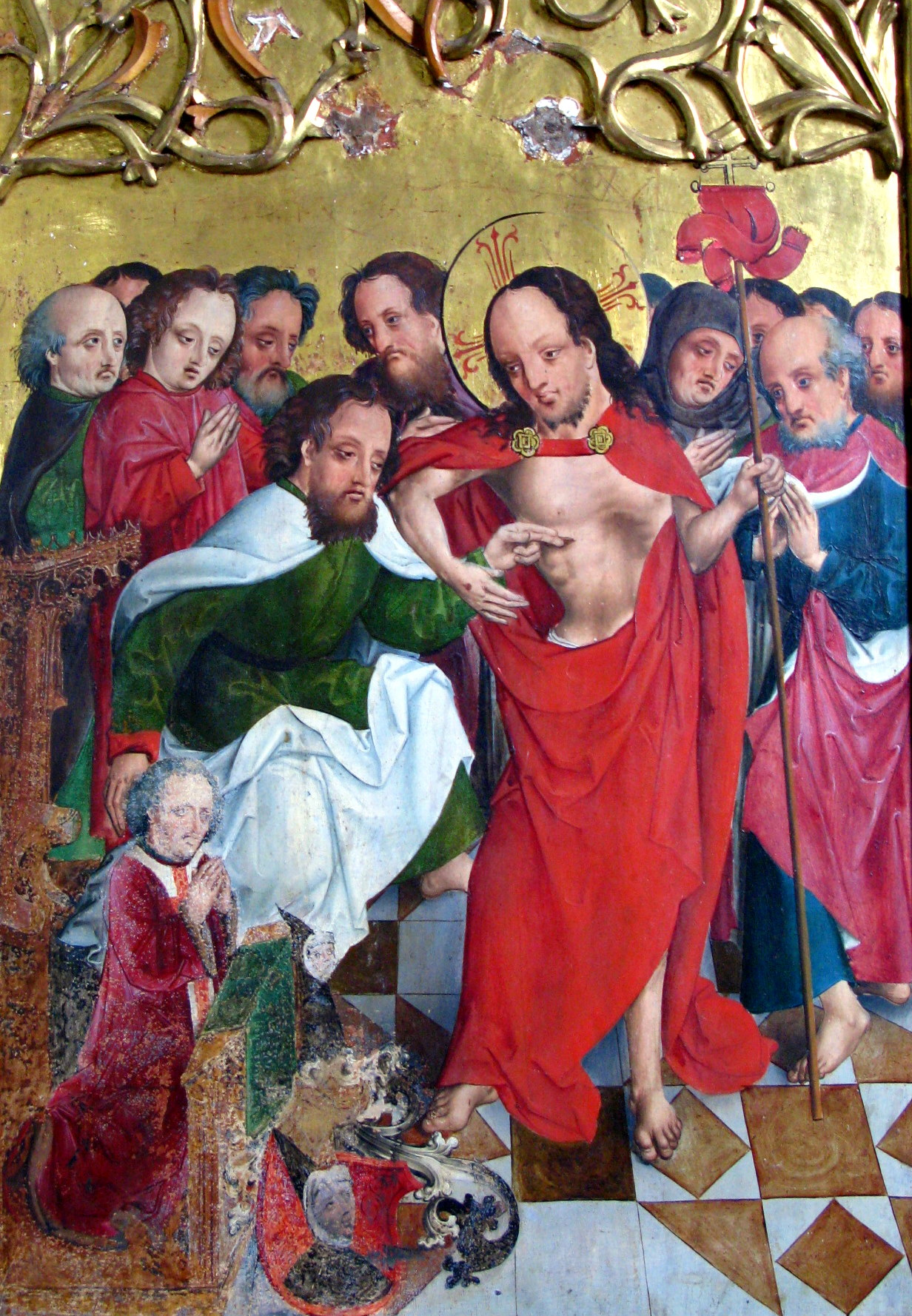
Der ungläubige Thomas und links unten der kniende Altarstifter Johann Siebenhierter

Lieseregg ist ein Ortsteil bzw. eine Katastralgemeinde in der Gemeinde Seeboden am Millstätter See im Bezirk Spittal an der Drau im österreichischen Bundesland Kärnten. Dieser westlichste Ort auf dem abfallenden Hochplateau über dem Millstätter See am linken unteren Ende der Nockberge liegt unweit des Autobahnknotens Spittal/Millstättersee der Tauernautobahn (A 10).
Inmitten einer alten Wehranlage am Felsen über einer Schlinge der Lieser in 638 m Seehöhe liegt die Pfarrkirche Mariae Himmelfahrt. Das früher weiter streuende Haufendorf Lieseregg reduziert sich heute auf Kirche und Pfarrhof und hat nur mehr eine Einwohnerin, während das angrenzende Kras 165 aufweist. Ein Neubauviertel, der „Wohnpark Lieseregg“ bzw. der „Camping und Ferienpark Lieseregg“ sind nach dem Ort benannt, gehören aber zum Ortsteil Kras.

## Geschichte
Lieseregg (slow. Jezerek) scheint als Lisara erstmals um 957/993 schriftlich auf. 1138 wird der Ort Lisere, 1188 Lisereke, das „Eck an der Lieser“ genannt. Die 975 errichtete Kirche wird in einer Urkunde des Freisinger Bischofs Abraham (957–993) erwähnt. Um 1000 war Lieseregg im Besitz der Grafen von Lurn, 1138 erfolgte die Erhebung zu einer katholischen Pfarre. 1149 gelangte Lieseregg durch Erbschaft an den Erzbischof von Salzburg. 1506 wird Lieseregg durch den Papst dem St.-Georgs-Ritterorden zu Millstatt zugeteilt. Nach dessen Auflösung 1568 gliederte man die Pfarre mit zehn Filialen als Teil des Millstätter Distrikts der Diözese Gurk ein. Nach und nach verlor Lieseregg seine acht Tochterkirchen an Treffling und Seeboden. Filialkirchen waren die Laurentius-Kapelle und Michaels-Kapelle in Lieserhofen, die Wolfgang-Kapelle in Fratres, die Georg-Kapelle und Luzia-Kapelle in Altersberg, die Leonhard-Kapelle in Treffling, die Petrus-Kapelle in Tangern und die Jakobus-Kapelle in Techendorf (Seeboden).
Wichtigstes Kulturdenkmal der Kirche ist ein kleiner gotischer Flügelaltar aus der Zeit um 1500, der Siebenhirter- oder Apostelaltar im südlichen Seitenschiff. Er ist nach dem Millstätter Hochmeister des Georg-Ritter-Ordens Johann Siebenhirter († 1508), vermutlich dem Stifter, benannt. Sowohl das Wappen des Georgsritterordens als auch jenes von Siebenhirter ist zu erkennen. Das Zentrum des Altars ist ein Schnitzrelief mit der Herabkunft des Hl. Geistes, wobei Maria im Kreise der zwölf Apostel sitzt. Die vier Flügelbilder stellen links oben den Marientod darunter den ungläubigen Thomas, rechts oben den zweifelnden Petrus beim Gang über das Wasser (Fischzug) sowie die Aussendung der Apostel dar. Die Gemälde werden einem unbekannten „Meister von Lieseregg“ zugeschrieben, der sich auch in Villach nachweisen lässt. Da die Ausführung des Bodens jener des Altars in Großgmain sehr ähnlich ist, könnte es ein Maler aus Salzburg gewesen sein. Die Außenflügel enthalten Bilder der Apostel Petrus und Paulus, darunter die Evangelisten Lukas und Johannes. Es gibt einen dreieckigen Aufsatz mit geschnitztem Rankenwerk, wobei der ursprünglich Aufsatz und Predella fehlen. Einmalig in Kärnten ist die groteske Darstellung der Figuren. Während die Gesichter einheitlich, eher schmal in gleicher Größe dargestellt sind, entsprechen die körperlichen Proportionen und die Haltung nicht der natürlichen Anatomie.
Das Zentrum des Hochaltars aus der Mitte des 18. Jh. ist die Kopie der Marienfahrt Mariens von Peter Paul Rubens durch den Obervellacher Maler Barthel von 1810. Außergewöhnlich schmal ist der grüne Rahmen mit aufgesetzten Putten, silberne Wolken und einer Dreifaltigkeitsgruppe. Den Unterbau bildet ein dreizoniger Altar mit Reliquiaren und zwei Engelsfiguren, wobei der Mittelbereich als vorspringender Tabernakel (1816) mit vergoldeten Türen und silberne Abendmahlsrelief (18. Jh.) ausgeführt ist. An den Seiten die Apostelfiguren der hl. Petrus mit Schlüssel und Kreuz und des hl. Paulus mit Buch und Schwert (um 1700).

## Reisebeschreibung von 1825
Im August 1825 kam der Wiener Alpinist und Hofkammerbeamte Josef Kyselak (1798–1831) bei seiner Österreichwanderung in Liseregg vorbei. Während er die Dörfer am See, das heutige Seeboden, nur mit einem Satz streift, ist Lieseregg ein ganzer Abschnitt gewidmet, in welchem er das Leben der einfachen Leute sehr detailliert beschreibt: "Das Dörfchen ist ziemlich ausgebreitet, es war bereits Nacht, ich musste also in irgendeiner Wohnung das Wirtshaus erfragen. Mühlen-Geklapper lockte mich links über Felder hinüber, einige Hütten waren bereits geschlossen, doch hörte ich nebenan Stimmen – die Tür zu öffnen und wieder zu schließen war Eins; Rauch, Dampf und Brand qualmte im Häuschen empor, ein Mann rief mir zu, ich nahm einen Rand und ging noch einmal in diesen Höllenpfuhl. In Mitte der schwarzen Stube um einen mit Geschirren bepflanzten Lehmherd, worauf das Feuer emporloderte, standen sieben Personen, die Männer Tabak schmauchend, die Weiber Reisig nachschürend, und ein Schweinchen in der Ecke grunzte ihnen Beifall zu. Der Rauch, welchem beim kleinen Dachloch sein Ausgang angewiesen war, sich nicht damit begnügend, wirbelte etwas drei Fuß hoch vom Boden im Gemache umher. Die zahlreichen Luftlöcher aber in der zerrissenen Bretterwand, und die nur schlecht mit Papier und Glasscherben verwahrten Fensteröffnungen, dienten als ebenso viele Rauchfänge, denen die um einige Zoll gegen ihre Öffnung zu kleine Tür, gehörigen Luftzug gab. Auf den holperig lehmigen Fußboden standen einige Verschläge mit Stroh, die mutmaßlichen Bettstellen des Palastes. Solche Wohnungen, die der Bauer seinem Hausgesinde anweist oder ärmere Familien gemeiniglich besitzen, sind in Kärnten keine Seltenheit. Was Wunder! wenn sie auf den physischen Charakter der minderen Klassen oft traurigen Einfluss haben! Diese Hütten, die für den Sommer nichts taugen, was mögen sie im Winter sein?"